# Freddy Pharkas: Frontier Pharmacist
Das Computerspiel Freddy Pharkas: Frontier Pharmacist (auch bekannt unter dem Titel Freddy Pharkas: Cowboy Apotheker) ist ein klassisches Point-and-Click-Adventure aus dem Jahr 1993 von Sierra On-Line. Der Autor des Spiels ist Al Lowe, der durch Leisure Suit Larry bekannt wurde.

## Inhalt
Schauplatz der Handlung ist die Stadt Coarsegold im Wilden Westen. Der Spieler schlüpft in die Rolle von Freddy Pharkas, eines jungen, ein wenig zurückhaltenden, aber sympathischen Apothekers. Ihm wurde als Jugendlichem von einem Jungen namens Kenny the Kid ein Ohr abgeschossen, was ihn Gewalt ablehnen ließ und zu seinem Werdegang zum Apotheker führte. Er ließ sich als solcher in Coarsegold nieder.
Zunächst arbeitet Freddy in der Apotheke, bereitet für Bewohner von Coarsegold verschiedene Heilmittel zu und stellt dem Spieler so die wichtigsten Charaktere vor: Mom, die nette Restaurantbesitzerin, und Hop Sing, ihren chinesischen Koch, Doc Gillespie, den meist betrunkenen Arzt, und Penelope, die neue Schullehrerin, in die Freddy verliebt ist. Nebenbei erfährt man allerhand über den allmählichen Niedergang von Coarsegold, der sich beschleunigt, seit der undurchsichtige Sheriff viele Geschäfte mit zweifelhaften Begründungen schließen ließ. Schließlich ist auch Freddys Apotheke dran. Wegen Verletzung der Brandschutzbestimmungen muss Freddy seine Apotheke für seine Kundschaft schließen.
Nun, da er mehr Freizeit hat, kümmert er sich um andere Probleme der Gemeinde. Da jemand die Pferde mit Bohnen gefüttert hat, droht Coarsegold an den Abgasen zu ersticken. Doch dank der komplexen Analyse einer Gasprobe und mit Freddys besonderen Kenntnissen gelingt es ihm, ein Heilmittel zu finden. Bald aber steht die nächste Katastrophe an: Eine Schneckenstampede droht die Stadt niederzuwalzen. Mit Bier und Erfindungsgeist gelingt es Freddy auch diesmal, die Stadt zu retten. Als aber auch noch Brunnenvergiftung und Brandstiftung die Stadt plagen, ist das Maß voll: Die Stadt braucht einen Helden. Freddy beschließt, die Probleme von nun an richtig anzupacken: Mit dem Colt.
Das ist leichter gesagt als getan, denn die Relikte seiner Vergangenheit sind, um ihn nicht in Versuchung zu führen, versteckt und gut verwahrt. Auch das Üben braucht seine Zeit, aber dann steht Freddy bewaffnet auf der Straße. Inzwischen hat die Stadt noch mehr die Züge einer Geisterstadt angenommen.
Freddy räumt in der Stadt auf und knöpft sich das in der Stadt zwischenzeitlich aufgetauchte Gelichter vor. Falschspieler, rüpelnde Cowboys und sogar Gangster – mit allen wird er fertig. Doch dann taucht sein Erzrivale auf, der ihm einst sein Ohr abgeschossen hat: Kenny the Kid.
Es kommt zum erneuten Duell und Freddy verliert sein zweites Ohr. Doch er erfährt blutend im Staub liegend, wer der Urheber der Verschwörung ist. Es ist Penelope! Ihre herzerwärmende Freundlichkeit war nur gespielt und verbarg eiskalte Berechnung. Zum Zwecke der Spekulation will sie Coarsegold ruinieren. Nur Freddy kann sie aufhalten. Nun kommt es zum finalen Showdown.

## Spielprinzip und Technik
Freddy Pharkas ist ein 2D-Point-and-Click-Adventure. Die Örtlichkeiten des Spiels werden als handgezeichnete Standbilder dargestellt, die teilweise animiert sind und vor denen die aus Sprites zusammengesetzten Spielfiguren agieren. Mit der Maus kann der Spieler Freddy durch die Örtlichkeiten bewegen und mit den Maustasten Aktionen einleiten, die den Spielcharakter mit seiner Umwelt interagieren lassen. Freddy kann so Gegenstände finden, sie auf die Umgebung oder andere Gegenstände anwenden und mit NPCs kommunizieren. Im Verlauf des Spiels werden durch den Spielfortschritt weitere Örtlichkeiten freigeschaltet. In das Spiel sind Minispiele integriert, die der Spieler mit Geschicklichkeit meistern muss.
Der besondere Erfolg von Freddy Pharkas liegt im Umgang mit dem Westerngenre. Anders als bei den meisten Western werden die Probleme nicht durch Konfrontation gelöst. Wie schon zuvor Space Quest, King’s Quest oder Leisure Suit Larry ist auch dieses Adventure ein rätsel- und knobelorientiertes Computerspiel.
Eine Besonderheit in diesem Spiel ist der Kopierschutz: An manchen Stellen im Spiel muss Freddy Medikamente für seine Patienten herstellen oder chemische Analysen durchführen. Die Rezepte und Anleitungen dazu werden im Handbuch aufgelistet und dienen, wie eine Handbuchabfrage bei anderen Spielen, als Kopierschutz.
Das Spiel konnte sowohl unter MS-DOS als auch unter Microsoft Windows installiert werden. Das Spielemagazin PC Player registrierte für die Windows-Version eine verlangsamte Spielgeschwindigkeit.

## Produktionsnotizen
Freddy Pharkas spielt in einem Städtchen namens Coarsegold. Während der Aufbau des Städtchens rein fiktiv ist, ist der Namensgeber real: Coarsegold ist eine Kleinstadt in der Nähe des damaligen Sierra-Firmensitzes Oakhurst, die in den 1880er-Jahren, in denen Freddy Pharkas spielt, bereits existierte.
Larry Laffers Ur-Urgroßonkel hat einen Gastauftritt im Spiel. Der Autor des Spieles, Al Lowe, hat selbst das Titellied, The Ballad of Freddy Pharkas, gesungen.
2017 erschien eine mittels ScummVM auf modernen PCs lauffähige Version des Spiels auf der Vertriebsplattform GOG.com.

## Rezeption
Aus 2 aggregierten Wertungen erzielt Freddy Pharkas auf GameRankings einen Score von 90. Das deutsche Computerspielmagazin Power Play lobte Grafik, Sound, Atmosphäre und Humor des Spiels, kritisierte aber die wenig originellen und fordernden Rätsel und die Tatsache, dass fast die gesamte Spielwelt bereits zu Beginn des Spiels zugänglich ist, so dass kein Spielfortschritt in Form neu zugänglicher Areale möglich sei. Insgesamt wertete das Magazin Freddy Pharkas als Al Lowes "bisher stimmungsvollstes Werk". PC Player lobte Atmosphäre, Grafik, Klanguntermalung und Humor des Spiels, charakterisierte aber den Protagonisten Freddy Pharkas als „erschütternd farblosen Allerwelts-Charakter“ und kritisierte insbesondere die pharmazeutischen Rätsel als wenig unterhaltsam bis „nervig“.
Das Fachmagazin Adventure Gamers ordnete Freddy Pharkas 2011 in seiner Liste Top 100 All-Time Adventure Games auf Platz 78 ein.